# Reed Clark Rollins
Dr. Reed Clark Rollins (7 de diciembre de 1911 – 28 de abril de 1998) fue un botánico estadounidense, profesor de la Harvard University. Desarrolló importantes expediciones botánicas por EE. UU. y México.

## Algunas publicaciones

### Libros
- merritt lyndon Fernald, alfred charles Kinsey, reed clark Rollins. 1996. Edible Wild Plants of Eastern North America. Dover books on plants. Ed. Courier Dover Publ. 452 pp. ISBN 0-486-29104-9 En línea
- 1993. The Cruciferae of continental North America: systematics of the mustard family from the Arctic to Panama. Ed. Stanford University Press. 976 pp. ISBN 0804720649 En línea
- ----------------, umesh c. Banerjee, lily Rüdenberg. 1979. Dithyrea and a related genus (Cruciferae). Ed. Bussey Institution of Harvard University. 92 pp.
- ----------------, ----------------. 1975. Atlas of the trichomes of Lesquerella (Cruciferae)'. Ed. Bussey Institution of Harvard University. 48 pp.
- ----------------, elizabeth a. Shaw. 1973. The genus Lesquerella (Cruciferae) in North America. Ed. Harvard University Press. 288 pp.
- ----------------, ira loren Wiggins. 1943. Generic revisions in the Cruciferae: Halimolobos. Volumen 3, Parte 8 de Contributions from the Dudley Herbarium of Stanford University. 288 pp.
- ----------------, * ----------------. 1942. A systematic study of Iodanthus. Volumen 3, Parte 7 de Contributions from the Dudley Herbarium of Stanford University. 239 pp.
- 1941. Some generic relatives of Capsella. Volumen 3, Parte 6 de Contributions from the Dudley Herbarium of Stanford University. 207 pp.
- 1941. A revision of Lyrocarpa. Volumen 3, Parte 5 de Contributions from the Dudley Herbarium of Stanford University. 184 pp.
- 1936. The genus Arabis L. in the Pacific Northwest. Nº 54 de Contribution ... from the Botany Department of the State College of Washington. 52 pp.

## Honores
- Uno de los fundadores tanto de la International Association for Plant Taxonomy[1] y la Organization for Tropical Studies.[2] También fue el segundo presidente de cada uno de ellas.[1][3]

### Becas y galardones
- 1987. American Society of Plant Taxonomists. Medalla Asa Gray por contribuciones en botánica sistemática
- La abreviatura «Rollins» se emplea para indicar a Reed Clark Rollins como autoridad en la descripción y clasificación científica de los vegetales.[4]